# 1999年日本

## 政府
- 天皇：明仁
- 內閣總理大臣：小淵惠三

## 大事記
- 3月7日 - 數碼寶貝大冒險在富士電視台首播。
- 8月9日，日本參議院表決通過《國旗及國歌相關法律》。
- 8月13日，《國旗及國歌相關法律》公布施行。
- 9月30日 - 茨城縣東海村的核燃料設施發生東海村JCO臨界事故。兩人死亡。
- 10月30日 - 上信越自動車道全線開通。
- 11月28日 - 發生東名高速酒後駕駛事故。

## 出生
- 11月15日——富田美憂，配音員

## 逝世
- 10月3日——盛田昭夫，企業家，索尼創辦人。

## 1999年的漢字
1999年日本的漢字是「末」，由於東海村JCO臨界事故與各種警察不祥事情等。